# جرج فیلد
جرج فیلد (انگلیسی: George Field؛ ‏ ۱۸ مارس ۱۸۷۷ – ۹ مارس ۱۹۲۵) بازیگر اهل ایالات متحده آمریکا بود.
از فیلم‌ها یا برنامه‌های تلویزیونی که وی در آن نقش داشته‌است، می‌توان به پروانه، خون و شن و دنده آدام اشاره کرد.